# Čarodějky (film, 1996)
Čarodějky je americký hororový film z roku 1996, který režíroval Andrew Fleming podle námětu Petera Filardiho. Scénář napsali Fleming a Filardi společně. V hlavních rolích s Robin Tunney, Fairuza Balk, Neve Campbellovou a Rachel True, film se točí kolem skupiny dospívajících dívek, které chodí na farní střední školu v Los Angeles, a provozují čarodějnictví.
Film byl v USA uveden do kin 3. května 1996 společností Columbia Pictures. Od kritiků se setkal smíšenými recenzemi, ale přesto se stal hitem. V úvodním víkendu vydělal 6,7 milionu dolarů a nakonec celosvětově vydělal 55,6 milionu dolarů při rozpočtu 15 milionů dolarů.
Film Čarodějky byl nominován na cenu Saturn za nejlepší horor a za nejlepší herečku ve vedlejší roli pro Balk a získal cenu MTV. Film je považován za kultovní klasiku. Pokračování s názvem Mladé Čarodějky mělo premiéru 28. října 2020.

## Děj
Sarah Baileyová, dospívající dívka s neobvyklými schopnostmi, se se svým otcem a nevlastní matkou přestěhuje ze San Francisca do Los Angeles. V nové škole se spřátelí s trojicí dívek, o kterých se říká, že jsou čarodějnice. Všechny jsou ve škole také označovány za vyvrhele, Bonnie Harperová má jizvy po popáleninách, Nancy Downsová žije v karavanu se svou matkou a násilným nevlastním otcem a Rochelle Zimmermanová je černošská studentka, která je vystavena šikaně ze strany skupiny bílých dívek. Dívky uctívají mocné božstvo země, kterému říkají „Manon“.
Sarah se také seznámí s Chrisem Hookerem, který o ni projevuje zájem. Když Bonnie zahlédne Sarah, jak používá telekinezi, je přesvědčena, že jako „čtvrtá“ dokáže dokončit jejich coven. Když se dívky vracejí ze školy domů, Sarah je obtěžována tulákem, který se ji při stěhování do nového domova snažil vyděsit hadem. Když tulák Sarah pronásleduje, okamžitě ho srazí auto. Dívky věří, že to způsobila jejich společná vůle, což posílilo jejich pouto. Také se ukáže, že Sarah se jednou pokusila o sebevraždu, když si Bonnie všimne jizev na jejím zápěstí.
Po schůzce se Sarah naštvaná, Chris rozšíří fámu, že spolu měli sex. Dívky později na školním výletě provedou obřad, při kterém Sarah na Chrise sešle kouzlo lásky, Rochelle sešle kouzlo pomsty Lauru Lizzie, která ji šikanuje, Bonnie sešle sama na sebe kouzlo krásy a Nancy kouzlo moci. Kouzla jsou úspěšná, Chris se do Sarah zamiluje, Bonnieiny jizvy se zázračně zahojí, Lauře začnou vypadávat vlasy a Nancy způsobí svému nevlastnímu otci smrtelný infarkt, což jí i její matce umožní využít jeho životní pojistky a přestěhovat se do luxusního bytu.
Nancy začne toužit po další moci a premlouvá ostatní, aby se k ní připojili k rituálu zvanému „Vzývání ducha“. Po dokončení rituálu Nancy zasáhne blesk. Následujícího rána ostatní dívky vidí Nancy kráčet po vodě, na břehu se válejí žraloci a další mrtvá zvířata. V následujících dnech Nancy čím dál více ztrácí empatii a chová se nebezpečně, čímž ohrožuje její život i životy ostatních.
Kouzla, která dívky seslaly, nakonec vedou k negativním následkům. Bonnie se chová povýšeně, Rochelle je zděšena, když zjistí co provedla Lauře a Chris se pokouší znásilnit Sarah poté, co odmítá jeho neustálé návrhy. Aby Chrise potrestala, Nancy se pomocí kouzla přestrojí za Sarah, a pokusí se ho svést na večírku.
Nancy vyruší skutečná Sarah, která ji prosí aby s ní odešla. Chris, naštvaný že byl podveden, obviní Nancy ze žárlivosti, čímž ji rozzlobí. Nancy ve vzteku použije svou moc k tomu, aby Chrise zabila tím, že ho vyhodí z okna.
Sarah se neúspěšně pokusí o svazující kouzlo, aby Nancy zabránila v dalším násilí. Coven se proti ní obrátí. Trojice vnikne do jejích snů, mučí ji vidinami štírů, hadů, krys a hmyzu a přesvědčí ji, že její rodina zemřela při leteckém neštěstí. Ačkoli je Sarah zpočátku vyděšená, úspěšně provede obřad Vzývání ducha a je schopna se jí bránit se. Sarah poté Nancy porazí a kouzlem jí navždy zabrání v páchání násilí.
Bonnie a Rochelle, které zjistí, že jejich schopnosti jsou pryč, navštíví Sarah, aby se pokusily o usmíření, ovšem zjistí, že s nimi nechce mít nic společného a že Manon jim jejich schopnosti vzal, protože je zneužily. Pohrdavě mumlají, že i Sarah musela o své schopnosti přijít. Sarah poté kouzlem vyvolá bouřku a téměř je rozdrtí větví stromu. Varuje je, aby si dávaly pozor, aby neskončily jako Nancy, která je hospitalizována v psychiatrické léčebně s, spoutaná a připoutaná k posteli, zatímco zoufale trvá na tom, že umí létat.

## Obsazení
- Robin Tunney jako Sarah Baileyová
- Fairuza Balk jako Nancy Downsová
- Neve Campbellová jako Bonnie Harperová
- Rachel True jako Rochelle Zimmermanová
- Skeet Ulrich jako Chris Hooker
- Christine Taylorová jako Laura Lizzie
- Breckin Meyerová jako Mitt
- Nathaniel Marston jako Trey
- Cliff DeYoung jako pan Bailey
- Assumpta Serna jako Lirio
- Helen Shaverová jako Grace Downsová
- Brenda Strongová jako lékařka
- William Newman jako pouliční kazatel
- John Kapelos jako Ray, nevlastní otec Nancy
- Janet Eilberová jako matka Sarah

## Produkce
Koncept filmu vzešel ze spolupráce producenta Douglase Wicka, který chtěl vytvořit film o čarodějnictví, zasazený ve středoškolském prostředí, a scenáristy Petera Filardiho, který napsal první verzi. Andrew Fleming byl najat, jako režisér a k práci na finální verzi scénáře.
Konkurzu pro čtyři hlavní role se celkem zúčastnilo 85 hereček, včetně Angeliny Jolie, Scarlett Johanssonové a Alicie Silverstoneové. Rachel True a Fairuza Balk byly první, které byly do svých rolí obsazeny.
Produkce si najala skutečnou wiccanku jménem Pat Devin, aby působila jako poradkyně na place a zajistila, aby zpracování tématu bylo co nejpřesnější a nejúctivější.
Efekty a líčení vytvořil Tony Gardner a jeho společnost zabývající se speciálními efekty Alterian, Inc.
Natáčení začalo 1. května 1995 a skončilo 19. července 1995. Probíhalo na místech po celém Los Angeles, včetně mezinárodního letiště Los Angeles, Sunset Boulevard a Broadwaye. Scény ve školském prostředí se natáčely na střední škole Verdugo Hills.

## Soundtrack

### Album
Album The Craft: Music from the Motion Picture bylo vydáno 30. dubna 1996 pod společností Columbia Records na CD a kazetě, měsíc před oficiálním uvedením filmu do kin ve Spojených státech.

## Vydání

### Premiéra
Film byl 3. května 1996 uveden do kin v USA společností Columbia Pictures. V České Republice vyšel film vyšel 10. června 1996.

### Další média
22. července 1997 film byl vydán na VHS a DVD a znovu vydán na speciální edici DVD 12. září 2000. Na Blu-ray formátu film poprvé vyšel 13. října 2009.
12. března 2019 vyšla speciální sběratelská edice od společnosti Shout Factory. 17. května 2022, u příležitosti 25. výročí vydání, byl film znovu uveden společností Shout Factory v rozlišení 4K UHD.